# Świerczyna (Drawsko)
Pour les articles homonymes, voir Świerczyna.
Świerczyna est une localité polonaise de la gmina rurale de Wierzchowo, située dans le powiat de Drawsko en voïvodie de Poméranie-Occidentale. Elle se situe environ 22 km à l'est de la ville de Drawsko Pomorskie et 101 km à l'est de la capitale régionale Szczecin. 

## Géographie

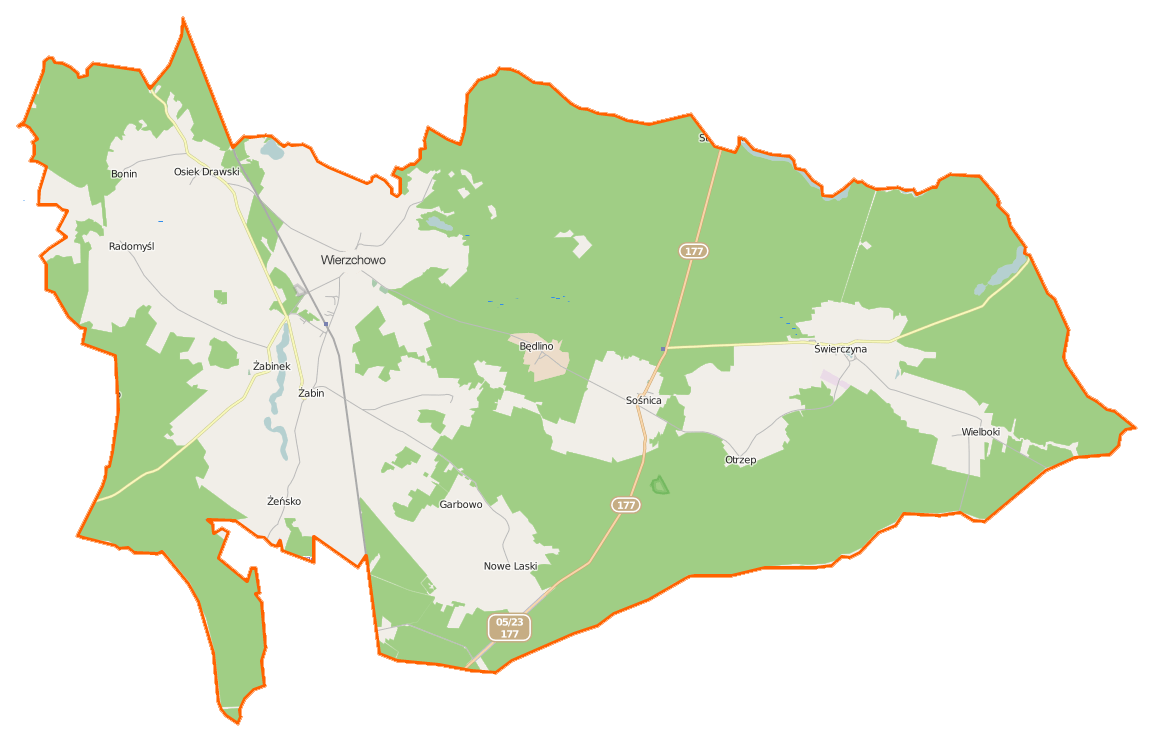
Carte de la gmina de Wierzchowo.

## Histoire
De 1816 à 1945, Groß Linichen fait partie de l'arrondissement de Dramburg dans le district de Köslin au sein de la province de Poméranie.